# Adolf Platzgummer

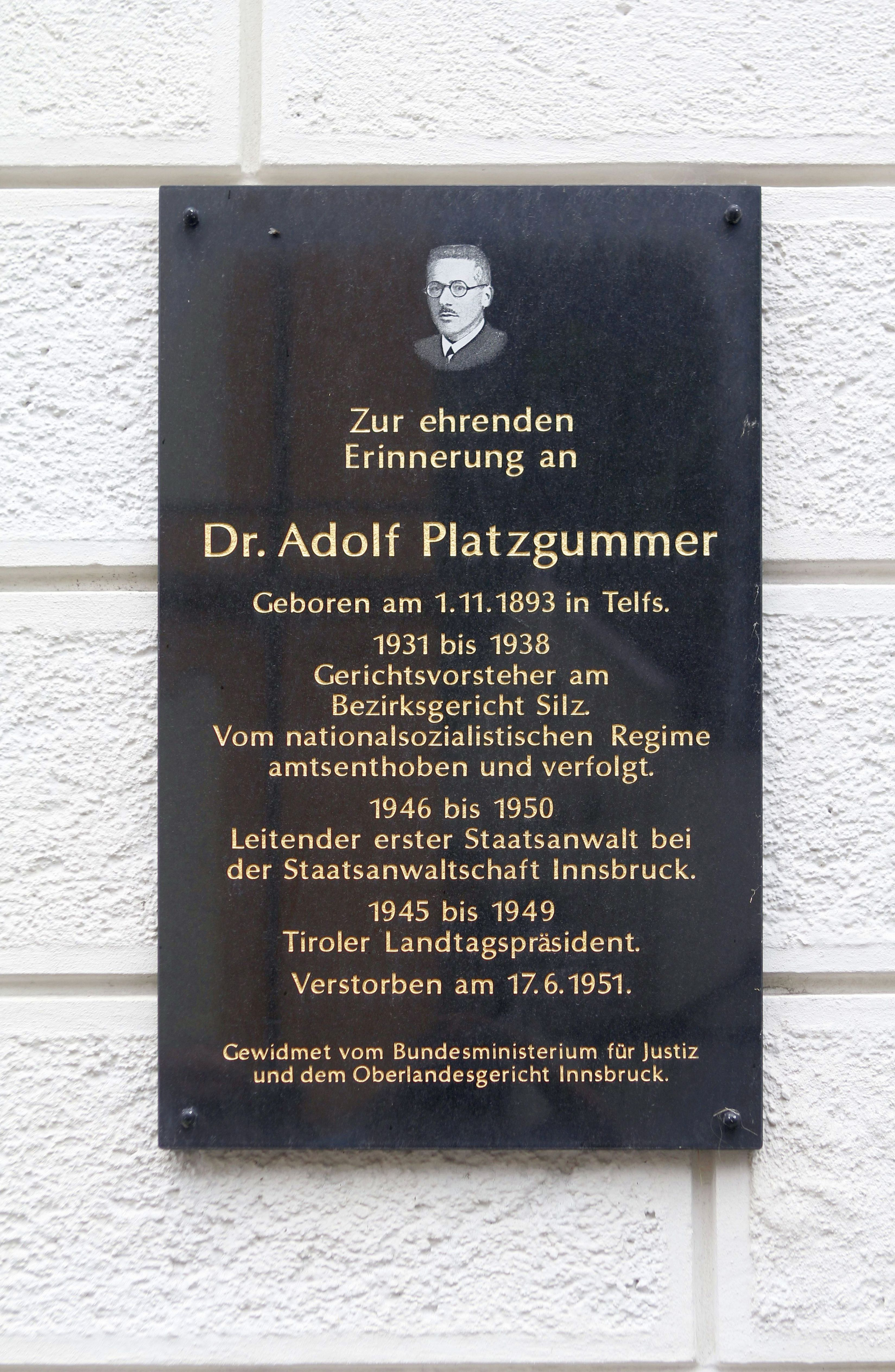
Gedenktafel am Bezirksgericht Silz

Adolf Platzgummer (* 1. November 1893 in Telfs; † 17. Juni 1951 in Hall in Tirol) war ein österreichischer Politiker der Österreichischen Volkspartei (ÖVP). Von 1945 bis 1949 war er Präsident des Tiroler Landtags und 1945/46 Landesparteiobmann der Tiroler Volkspartei.

## Leben
Adolf Platzgummer besuchte nach der Volksschule in Telfs das Gymnasium in Hall in Tirol, wo er 1913 maturierte. Anschließend begann er ein Studium der Rechtswissenschaften an der Universität Innsbruck, das er 1918 als Dr. iur. abschloss. Seit 1913 war er Mitglied der katholischen Studentenverbindung KÖHV Leopoldina Innsbruck im ÖCV. Nach dem Gerichtsjahr legte er die Richteramtsprüfung ab und war Vorsteher der Bezirksgerichte Sillian (1924–26), Hofgastein (1926–31) und Silz (1931–38).
Ab 1919 war er Mitglied der Christlichsozialen Partei (CSP). 1933 trat er der Vaterländischen Front (VF) bei, im Herbst 1934 wurde er von Landeshauptmann Franz Stumpf als Vertreter des Öffentlichen Dienstes in den Ständischen Landtag Tirols berufen, dem er bis 1938 angehörte. Nach dem Tod von Franz Stumpf wurde er im März 1935 vom Tiroler Landtag als Landeshauptmann von Tirol vorgeschlagen, allerdings verzichtete Platzgummer auf dieses Amt. Nach dem Zweiten Weltkrieg war er erster Landesparteiobmann der Tiroler Volkspartei, im November 1946 folgte ihm Otto Steinegger in dieser Funktion nach. Bei der Nationalratswahl in Österreich 1945 wurde Platzgummer in den Nationalrat gewählt, er verzichtete jedoch auf sein Nationalratsmandat und nahm stattdessen sein bei der Landtagswahl in Tirol 1945 errungenes Landtagsmandat an. In der I. Gesetzgebungsperiode war er Präsident des Landtages, im November 1949 wurde Johann Obermoser zu seinem Nachfolger gewählt.
1945 wurde Platzgummer Vorsteher des Bezirksgerichts Innsbruck. Nach Beendigung seiner politischen Tätigkeit wechselte er zur Staatsanwaltschaft und war leitender Erster Staatsanwalt in Innsbruck. Adolf Platzgummer starb 1951 im Alter von 57 Jahren. Seine Söhne sind der Rechtswissenschafter Winfried Platzgummer (1930–2024) sowie der Provinzial der österreichischen Jesuiten Helmut Platzgummer (1929–2017).